# Angizia
Angizia (рус. Анги́ция) — музыкальный проект из Австрии. Основан в 1994 году. Исполняет музыку в стилях авангардный метал, готик-рок, неоклассика. Отличается высокой концептуальностью творчества в целом и отдельных альбомов. Эксплуатирует оперные и цирковые образы, стремится к воссозданию духа определённого времени (обычно начала XX века). Angizia — студийный проект, концертной деятельности не ведёт.

## История
Первой работой коллектива «Angizia» стала созданная в марте 1995 года демозапись, названная «Nordheim». В записи принимали участие основатель и идейный вдохновитель «Angizia» Michael Haas (под псевдонимом Engelke), которому в то время ещё не исполнилось 18 лет, пианист Венской консерватории Cedric Müller (под псевдонимом Szinonem), и гитарист Emmerich Haimer. Эта запись никогда не издавалась официально, но её концепция встречается в последующих произведениях проекта.
Вторая демозапись, «Kissarna», появилась в следующем, 1996 году и была издана на сплит-альбоме «Heidebilder», записанном при участии блэк-металической австрийской группы Amestigon на лейбле Napalm Records.
К тому времени стиль «Angizia» уже определился, он сочетает элементы барочной и классической музыки с дум- и блэк-метал. Женский вокал сочетается с кричащими мужскими голосами, что роднит музыку «Angizia» с готик-металлом. В недавних композициях присутствует фортепиано в сопровождении скрипки, флейты и других очень экзотичных для метал-команд инструментов, таких как аккордеон, труба и тромбон.
Последующие два альбома, как и первый сплит-альбом, были записаны у Napalm Records, затем «Angizia» работала с Black Rose Productions и Medium Theater; последний альбом был записан самостоятельно.
После первого альбома «Die Kemenaten scharlachroter Lichter», выходят три альбома, которые образовывают то, что прозвали «русской трилогией», из-за тематики песен, которая имела отношение к России. Четвёртый альбом «39 Jahre für den Leierkastenmann» рассказывает о жизни четырёх российских музыкантов-евреев 1900—1939 годов. Для записи каждого альбома «Angizia» привлекает приглашённых музыкантов и певцов, помимо постоянных членов коллектива.
В 2007 году деятельность коллектива была бессрочно приостановлена.
В начале августа 2009 года на официальном сайте группы появилось сообщение о том, что Michael Haas и Emmerich Haimer занялись сочинением треков для нового альбома. Рабочее название альбома — «kokon. Ein schaurig-schönes Schachtelstück». Его запись начнётся в 2010 году.
Шестого января 2012 года на официальном сайте исполнителя появилась новость о том, что команда начала работать над новым альбомом, рабочее название которого — «Des Winters finsterer Gesell».
13 марта 2013 года увидел свет «Des Winters finsterer Gesell», состоящий из 15 треков и общей продолжительностью более одного часа.

## Состав участников
- Michael Engelke Haas — лирика, вокал
- Irene Denner (с 1997) — вокал (сопрано)
- Jochen Stock (с 1998) — бас-гитара, вокал, классическая и акустическая гитара
- Rainer Guggenberger (с 1997) — вокал (бас-буффо), бас-гитара
- Alex Dostal — ударные
- Emmerich Haimer (с 1997) — гитары
- Harald Hauser (студийный участник с 2001 года) — бас-гитары
- Nadja Milfait — виолончель
- David Six — пианино
- Martina Engel — виола
- Aliosha Biz — скрипка
- Krzysztof Dobrek — аккордеон
- Bernhard Seibt — кларнет
- Gabriele Böck (с 1997) — художник (оформление оригинальных альбомов группы)
- Cedric Müller (до 1997) — клавишные, духовые

## Дискография

### Номерные альбомы
- 1997 — Die Kemenaten scharlachroter Lichter (Napalm Records)
- 1997 — Das Tagebuch der Hanna Anikin (Napalm Records)
- 1998 — Das Schachbrett des Trommelbuben Zacharias (Black Rose Productions)
- 2001 — 39 Jahre für den Leierkastenmann (Medium Theater)
- 2004 — Ein Toter fährt gern Ringelspiel (издан самостоятельно)
- 2011 — Kokon. Ein Schaurig-Schönes Schachtelstück (Medium Theater)
- 2013 —  Des Winters finsterer Gesell (Medium Theater)

### Сплит-альбомс группойAmestigon
- 1996 — Heidebilder (Napalm Records)

### демозаписи
- 1995 — Nordheim (не издана)
- 1995 — Kissarna (издана на сплит-альбоме Heidebilder)

## Интересные факты
- Все участники проекта являются музыкантами или солистами Венской государственной оперы (нем. Wiener Staatsoper).